# Branimir Petrović
Pour les articles homonymes, voir Petrović.
Branimir Petrović (né le 26 juin 1982 à Užice) est un footballeur serbe (milieu de terrain).
En 2004 il est appelé dans la sélection olympique de football de Serbie-et-Monténégro et participe aux Jeux olympiques d'Athènes.